# Чарльз Френсіс (плавець)
Чарльз Френсіс (англ. Charles Francis, 17 серпня 1988) — канадський плавець.
Учасник Олімпійських Ігор 2012 року.